# آکسل رد
آکسل رد (انگلیسی: Axelle Red؛ زادهٔ ۱۵ فوریهٔ ۱۹۶۸) یک خواننده اهل بلژیک است. وی از سال ۱۹۹۳ میلادی تاکنون مشغول فعالیت بوده‌است.

## آلبوم‌ها
- ۱۹۹۳: Sans plus attendre
- ۱۹۹۶: À Tâtons
- ۱۹۹۸: Con solo pensarlo
- ۱۹۹۹: Toujours Moi
- ۲۰۰۰: Alive (in concert)
- ۲۰۰۲: Face A / Face B
- ۲۰۰۶: Jardin Secret
- ۲۰۰۸: Sisters & Empathy
- ۲۰۱۱: Un coeur comme le mien
- ۲۰۱۳: Rouge Ardent